# Dębno (gmina Nowa Słupia)
Dębno – wieś w Polsce, położona w województwie świętokrzyskim, w powiecie kieleckim, w gminie Nowa Słupia.
Dębno uzyskało lokację miejską w 1343 roku, zdegradowane przed 1400 rokiem. W latach 1975–1998 miejscowość należała administracyjnie do województwa kieleckiego.
Miejscowość jest siedzibą parafii św. Mikołaja. W strukturze kościoła rzymskokatolickiego parafia należy do metropolii krakowskiej, diecezji kieleckiej, dekanatu bodzentyńskiego.

## Części wsi
| SIMC    | Nazwa      | Rodzaj    |
| ------- | ---------- | --------- |
| 0255310 | Berdyszów  | część wsi |
| 0255326 | Brandys    | część wsi |
| 0255332 | Parcela    | część wsi |
| 0255349 | Rogatki    | część wsi |
| 0255355 | Siedliszki | część wsi |
| 0255361 | Stara Wieś | część wsi |
| 0255378 | Zagacki    | część wsi |

## Historia
W dokumentach z XIV wieku Dambno, wieś w  ówczesnym powiecie opatowskim, dawna własność biskupów krakowskich. W roku 1322 występuje stąd Nanker, jako biskup załatwiający sprawy dóbr kościelnych (Kod. kat. krak., 1. 160). W dokumencie Jana Grota, biskupa krakowskiego datowanego z Dębna w roku 1343, Dębno nazwane jest miastem: „ni Dambno opido nostro“. W połowie XV  Długosz opisuje Dębno jako wieś biskupią, która  posiada kościół parafialny konstrukcji drewnianej, pod wezwaniem św. Mikołaja (L. B., 11,464). Registry poborowe  z XVI wieku także nazywają  Dębno wsią.  W roku 1578 było tu 14 osad, 9 łanów kmiecych i 2 komorników. 
Jak podaje nota Słownika geograficznego Królestwa Polskiego z roku 1881, „Dębno Leży u stóp pasma Łysogór Świętokrzyskich, między Bodzentynem a Słupią Nową. Wieś posiada kościół parafialny drewniany z XVIII wieku oraz szkołę początkową.” Według spisu miast, wsi, osad Królestwa Polskiego z roku 1827 było tu 24 domów zamieszkałych przez 181 mieszkańców. Około roku 1881 wieś liczyła 59 domów i 303 mieszkańców.

## Zabytki
- Średniowieczny gródek stożkowaty ulokowany na cyplu terasy lessowej nad Pokrzywianką. Jest położony na zboczu i ma wysokość od 8,5 do 12,6 m. Płaskowyż ma powierzchnię 300 m². Znaleziono tu ślady drewnianej budowli o wymiarach 6,5 × 7,5 m. W średniowieczu znajdował się tu dwór biskupi. Wzniesiono go prawdopodobnie w pierwszej połowie XIV w. Jego przeznaczenie nie jest pewne. Mógł pełnić funkcje pomocnicze (głównie magazynowe) dla zarządu klucza majątkowego w Tarczku lub znajdowała się tu okresowa rezydencja biskupów krakowskich. Dwór otoczony był kamiennym wałem. Z trzech stron otaczała go fosa – od strony północnej gródek osłonięty był przez rzekę. Dwór został zniszczony ok. 1370 r. prawdopodobnie przez Litwinów[9] .
- Do października 2008 r. w Dębnie znajdował się zabytkowy (nr rej.: 926 z 3.11.1976)[10], drewniany wiatrak kozłowy z 1880 r. Wiatrak po demontażu przewieziono i umieszczono na terenie Parku Etnograficznego w Tokarni – oddziale Muzeum Wsi Kieleckiej[11].